# Rębowo (Lubusz)
Pour les articles homonymes, voir Rębowo.
Rębowo (prononciation : [rɛmˈbɔvɔ]) est une localité polonaise de la gmina de Kłodawa dans le powiat de Gorzów de la voïvodie de Lubusz dans l'ouest de la Pologne.
La localité comptait approximativement une population de 1 habitant en 2006.

## Histoire
Avant 1945, ce village était sur le territoire allemand. (voir Évolution territoriale de la Pologne)
De 1975 à 1998, la localité appartenait administrativement à la voïvodie de Gorzów.

Depuis 1999, il appartient administrativement à la voïvodie de Lubusz